# La duchessa di Santa Lucia
La duchessa di Santa Lucia è un film del 1959 diretto da Roberto Bianchi Montero.

## Trama
L'anziana proprietaria di un ristorante di Napoli desidera che la nipote sposi un baronetto inglese e, ritenendo che le umili origini della ragazza siano un ostacolo al matrimonio, decide di fare le pratiche necessarie per acquistare il titolo nobiliare di Duchessa di Santa Lucia. Quando il promesso sposo annuncia il suo arrivo con il padre, la duchessa ingaggia un maggiordomo, rinnova l'arredamento della casa e dà un sontuoso ricevimento al quale partecipano autentici esponenti della nobiltà napoletana, attirati grazie ad uno stratagemma.
Durante la festa la duchessa si copre di ridicolo per le inevitabili gaffe, ma scopre che il baronetto e suo padre sono in realtà degli impostori. Il fidanzamento va in fumo e la questione finisce in tribunale dove, più per i suoi modi spregiudicati che per le capacità oratorie dell'avvocato, la signora riesce ad avere ragione. La giovane nipote, stanca di ogni velleità aristocratica, torna al suo primo amore, un onesto ragazzo figlio di un pasticciere.